# Antônio da Frota Gentil
Antônio da Frota Gentil (Sobral, 9 de dezembro de 1887 — 3 de outubro de 1969) foi um político brasileiro. Exerceu o mandato de deputado federal constituinte pelo Ceará em 1946.

## Biografia
Frota Gentil nasceu em 9 de dezembro de 1887, no município de Sobral, localizado no estado do Ceará, filho de José Gentil Alves de Carvalho com Maria Amélia da Frota Carvalho. Além de sua carreira como político, foi banqueiro, corretor de imóveis e membro do Departamento Administrativo do Ceará.
Ainda, se filiou ao PDS (Partido Social Democrático), sendo eleito deputado pelo Ceará em dezembro de 1945. Ainda em 1945, foi vice-presidente da Comissão Executiva cearense de seu partido.
Foi casado com Dagmar de Albuquerque Gentil, e faleceu no dia 3 de outubro de 1969, aos 81 anos de idade.